# Konditionierschnecke
Förderschnecken werden zum Transport von Schüttgütern eingesetzt, bei der Konditionierschnecke oder Konditionierungsschnecke wird Malz befördert. Während des Transports des Malzes zur Schrotmühle wird Wasser eingesprüht. Durch die rotierende Bewegung der Schnecke wird das Wasser homogen auf die Spelze (Kornumhüllung) aufgetragen. Durch den Wasserauftrag auf der Spelze steigt deren Elastizität und bleibt beim folgenden Schroten des Malzes, dem mechanischen Aufbrechen des Malzkorns durch Zerquetschen zwischen Mahlwalzen, erhalten.
Dies dient der Unterstützung des späteren Läuterprozesses, bei dem die Würze vom Treber getrennt wird. Bei diesem Vorgang dient die Spelze als natürlicher Filter. Je besser die Spelze erhalten wird, desto effizienter kann abgeläutert werden, vor allem hinsichtlich der Klarheit der Würze (Opaleszenz) und aus zeitlichen Gründen (schnellerer Ablauf der Würze). Zudem wird das Bier geschmacklich positiv beeinflusst, da in der Spelze unangenehm bittere Gerbstoffe enthalten sind, die dann in geringerer Konzentration in der Würze gelöst werden.